# Anthonotha vignei
Anthonotha vignei là một loài cây gỗ thuộc họ Fabaceae đặc hữu của Tây Phi nhiệt đới. Loài này có ở Ghana, Côte d'Ivoire, Liberia, và Sierra Leone. Chúng hiện đang bị đe dọa vì mất môi trường sống.